# Erannis brunneostrigata
Erannis brunneostrigata är en fjärilsart som beskrevs av Barend J. Lempke 1952. Erannis brunneostrigata ingår i släktet Erannis och familjen mätare. Inga underarter finns listade i Catalogue of Life.